# Mashiyana evanidus
Mashiyana evanidus är en insektsart som beskrevs av Otte, D. och Perez-gelabert 2009. Mashiyana evanidus ingår i släktet Mashiyana och familjen syrsor. Inga underarter finns listade i Catalogue of Life.